# Danh sách trò chơi của Capcom: N–R
Sau đây là danh sách các trò chơi được phát triển, xuất bản hoặc cấp phép bởi Capcom'
| Tiêu đề                                                      | Hệ máy                                                                                       | Ngày phát hành       | Nhà phát triển                       | JP | NA | EU | AUS     | Ref(s)          |
| ------------------------------------------------------------ | -------------------------------------------------------------------------------------------- | -------------------- | ------------------------------------ | -- | -- | -- | ------- | --------------- |
| Namco × Capcom                                               | PlayStation 2                                                                                | 26 tháng 5 năm 2005  | Monolith Soft                        | Có |    |    |         | [ 1 ]           |
| Nazo Waku Yakata                                             | Nintendo 3DS                                                                                 | 2011                 | Capcom                               | Có |    |    |         | [ 2 ]           |
| Nemo                                                         | Arcade                                                                                       | 20 tháng 11 năm 1990 | Capcom                               | Có |    |    |         | [ 3 ]           |
| Netto de Tennis                                              | Dreamcast                                                                                    | 2000                 | Capcom                               | Có |    |    |         | [ 4 ]           |
| New Super Mario Bros. Wii Coin World                         | Arcade                                                                                       | 2011                 | Capcom                               | Có |    |    |         | [ 5 ]           |
| Night Warriors: Darkstalkers' Revenge                        | Arcade                                                                                       | 3 tháng 3 năm 1995   | Capcom                               | Có | Có | Có |         | [ 6 ]           |
| Night Warriors: Darkstalkers' Revenge                        | Sega Saturn                                                                                  | 22 tháng 2 năm 1996  | Capcom                               | Có | Có | Có |         | [ 7 ]           |
| Ōkami                                                        | PlayStation 2                                                                                | 20 tháng 4 năm 2006  | Clover Studio                        | Có | Có | Có | Có      | [ 8 ]           |
| Ōkami                                                        | Wii                                                                                          | 15 tháng 4 năm 2008  | Clover Studio                        | Có | Có | Có | Có      | [ 8 ]           |
| Ōkami HD                                                     | PlayStation 3                                                                                | 30 tháng 10 năm 2012 | Clover Studio                        | Có | Có | Có | Có      | [ 9 ]           |
| Ōkami HD                                                     | Microsoft Windows                                                                            | 12 tháng 12 năm 2017 | Clover Studio                        | Có | Có | Có | Có      | [ 9 ]           |
| Ōkami HD                                                     | PlayStation 4                                                                                | 12 tháng 12 năm 2017 | Clover Studio                        | Có | Có | Có | Có      | [ 9 ]           |
| Ōkami HD                                                     | Xbox One                                                                                     | 12 tháng 12 năm 2017 | Clover Studio                        | Có | Có | Có | Có      | [ 9 ]           |
| Ōkami HD                                                     | Nintendo Switch                                                                              | 9 tháng 8 năm 2018   | Clover Studio                        | Có | Có | Có | Có      | [ 9 ]           |
| Ōkamiden                                                     | Nintendo DS                                                                                  | 30 tháng 9 năm 2010  | Mobile & Game Studio, Inc.           | Có | Có | Có | Có      | [ 10 ]          |
| One Piece Mansion                                            | PlayStation                                                                                  | 21 tháng 6 năm 2001  | Capcom                               | Có | Có | Có |         | [ 11 ]          |
| Onimusha 2: Samurai's Destiny                                | PlayStation 2                                                                                | 7 tháng 3 năm 2002   | Capcom                               | Có | Có | Có | Có      | [ 12 ]          |
| Onimusha 3: Demon Siege                                      | PlayStation 2                                                                                | 26 tháng 2 năm 2004  | Capcom                               | Có | Có | Có | Có      | [ 13 ]          |
| Onimusha Blade Warriors                                      | PlayStation 2                                                                                | 27 tháng 11 năm 2003 | Capcom                               | Có | Có | Có |         | [ 14 ]          |
| Onimusha: Dawn of Dreams                                     | PlayStation 2                                                                                | 26 tháng 1 năm 2006  | Capcom                               | Có | Có | Có | Có      | [ 15 ]          |
| Onimusha Soul                                                | Web browser                                                                                  | 28 tháng 6 năm 2012  | Capcom                               | Có |    |    |         | [ 16 ]          |
| Onimusha Tactics                                             | Game Boy Advance                                                                             | 25 tháng 7 năm 2003  | Capcom                               | Có | Có | Có |         | [ 17 ]          |
| Onimusha Tactics                                             | Virtual Console                                                                              | 6 tháng 8 năm 2015   | Capcom                               |    | Có |    |         | [ 17 ]          |
| Onimusha: Warlords                                           | PlayStation 2                                                                                | 25 tháng 1 năm 2001  | Capcom                               | Có | Có | Có |         | [ 18 ]          |
| Onimusha: Warlords                                           | Microsoft Windows                                                                            | 8 tháng 7 năm 2003   | Capcom                               | Có | Có | Có | Có      | [ 18 ]          |
| Onimusha: Warlords                                           | Nintendo Switch                                                                              | 20 tháng 12 năm 2018 | Capcom                               | Có | Có | Có | Có      | [ 19 ]          |
| Onimusha: Warlords                                           | PlayStation 4                                                                                | 20 tháng 12 năm 2018 | Capcom                               | Có | Có | Có | Có      | [ 19 ]          |
| Onimusha: Warlords                                           | Xbox One                                                                                     | 15 tháng 1 năm 2019  | Capcom                               | Có | Có | Có | Có      | [ 19 ]          |
| Oshiete Fighter                                              | Microsoft Windows                                                                            | 1998                 | Capcom                               | Có |    |    |         | [ 20 ]          |
| P.N.03                                                       | Nintendo GameCube                                                                            | 27 tháng 3 năm 2003  | Capcom                               | Có | Có | Có | Có      | [ 21 ]          |
| Panic Shot! Rockman                                          | Redemption game                                                                              | 1993                 | Capcom                               | Có |    |    |         | [ 22 ]          |
| Phoenix Wright: Ace Attorney                                 | Game Boy Advance                                                                             | 12 tháng 10 năm 2001 | Capcom                               | Có |    |    |         | [ 23 ]          |
| Phoenix Wright: Ace Attorney                                 | Nintendo DS                                                                                  | 15 tháng 9 năm 2005  | Capcom                               | Có | Có | Có |         | [ 24 ]          |
| Phoenix Wright: Ace Attorney                                 | Microsoft Windows                                                                            | 23 tháng 12 năm 2005 | Capcom                               | Có | Có | Có | Có      | [ 25 ]          |
| Phoenix Wright: Ace Attorney                                 | Wii                                                                                          | 15 tháng 12 năm 2009 | Capcom                               | Có | Có | Có | Có      | [ 26 ]          |
| Phoenix Wright: Ace Attorney                                 | iOS\| 21 tháng 12 năm 2009                                                                   | Có                   | Capcom                               | Có | Có |    | [ 25 ]  |                 |
| Phoenix Wright: Ace Attorney                                 | Android                                                                                      | 7 tháng 2 năm 2012   | Capcom                               | Có |    |    |         | [ 27 ]          |
| Phoenix Wright: Ace Attorney                                 | Nintendo 3DS                                                                                 | 17 tháng 4 năm 2014  | Capcom                               | Có | Có | Có | Có      | [ 28 ]          |
| Phoenix Wright: Ace Attorney                                 | Nintendo Switch                                                                              | 21 tháng 2 năm 2019  | Capcom                               | Có | Có | Có | Có      | [ 28 ]          |
| Phoenix Wright: Ace Attorney                                 | PlayStation 4                                                                                | 21 tháng 2 năm 2019  | Capcom                               | Có | Có | Có | Có      | [ 28 ]          |
| Phoenix Wright: Ace Attorney                                 | Xbox One                                                                                     | 21 tháng 2 năm 2019  | Capcom                               | Có | Có | Có | Có      | [ 28 ]          |
| Phoenix Wright: Ace Attorney − Dual Destinies                | Nintendo 3DS                                                                                 | 25 tháng 7 năm 2013  | Capcom                               | Có | Có | Có | Có      | [ 29 ]          |
| Phoenix Wright: Ace Attorney − Dual Destinies                | iOS\| 7 tháng 8 năm 2014                                                                     | Có                   | Capcom                               | Có | Có | Có | [ 30 ]  |                 |
| Phoenix Wright: Ace Attorney − Dual Destinies                | Android                                                                                      | 23 tháng 5 năm 2017  | Capcom                               | Có | Có | Có | Có      | [ 31 ]          |
| Phoenix Wright: Ace Attorney − Justice for All               | Game Boy Advance                                                                             | 22 tháng 10 năm 2002 | Capcom                               | Có |    |    |         | [ 32 ]          |
| Phoenix Wright: Ace Attorney − Justice for All               | Microsoft Windows                                                                            | 31 tháng 3 năm 2006  | Capcom                               | Có | Có | Có | Có      | [ 33 ]          |
| Phoenix Wright: Ace Attorney − Justice for All               | Nintendo DS                                                                                  | 26 tháng 10 năm 2006 | Capcom                               | Có | Có | Có | Có      | [ 34 ]          |
| Phoenix Wright: Ace Attorney − Justice for All               | Wii                                                                                          | 26 tháng 1 năm 2010  | Capcom                               | Có | Có | Có | Có      | [ 35 ]          |
| Phoenix Wright: Ace Attorney − Justice for All               | Android                                                                                      | 7 tháng 2 năm 2012   | Capcom                               | Có |    |    |         | [ 27 ]          |
| Phoenix Wright: Ace Attorney − Justice for All               | iOS\| style="background:#9F9;vertical-align:middle;text-align:center;" class="table-yes"\|Có | 7 tháng 2 năm 2012   | Capcom                               | Có | Có |    | [ 36 ]  |                 |
| Phoenix Wright: Ace Attorney − Justice for All               | Nintendo 3DS                                                                                 | 17 tháng 4 năm 2014  | Capcom                               | Có | Có | Có | Có      | [ 32 ]          |
| Phoenix Wright: Ace Attorney − Justice for All               | Nintendo Switch                                                                              | 21 tháng 2 năm 2019  | Capcom                               | Có | Có | Có | Có      | [ 28 ]          |
| Phoenix Wright: Ace Attorney − Justice for All               | PlayStation 4                                                                                | 21 tháng 2 năm 2019  | Capcom                               | Có | Có | Có | Có      | [ 28 ]          |
| Phoenix Wright: Ace Attorney − Justice for All               | Xbox One                                                                                     | 21 tháng 2 năm 2019  | Capcom                               | Có | Có | Có | Có      | [ 28 ]          |
| Phoenix Wright: Ace Attorney − Spirit of Justice             | Nintendo 3DS                                                                                 | 9 tháng 6 năm 2016   | Capcom                               | Có | Có | Có | Có      | [ 37 ]          |
| Phoenix Wright: Ace Attorney − Spirit of Justice             | iOS\| rowspan="2" \| 21 tháng 9 năm 2017                                                     | Có                   | Capcom                               | Có | Có | Có | [ 38 ]  |                 |
| Phoenix Wright: Ace Attorney − Spirit of Justice             | Android                                                                                      | Có                   | Capcom                               | Có | Có | Có | [ 38 ]  |                 |
| Phoenix Wright: Ace Attorney − Trials and Tribulations       | Game Boy Advance                                                                             | 23 tháng 1 năm 2004  | Capcom                               | Có |    |    |         | [ 39 ]          |
| Phoenix Wright: Ace Attorney − Trials and Tribulations       | Microsoft Windows                                                                            | 31 tháng 3 năm 2006  | Capcom                               | Có | Có | Có | Có      | [ 40 ]          |
| Phoenix Wright: Ace Attorney − Trials and Tribulations       | Nintendo DS                                                                                  | 23 tháng 8 năm 2007  | Capcom                               | Có | Có | Có |         | [ 41 ]          |
| Phoenix Wright: Ace Attorney − Trials and Tribulations       | Wii                                                                                          | 23 tháng 2 năm 2010  | Capcom                               | Có | Có | Có |         | [ 42 ]          |
| Phoenix Wright: Ace Attorney − Trials and Tribulations       | Android                                                                                      | 7 tháng 2 năm 2012   | Capcom                               | Có |    |    |         | [ 27 ]          |
| Phoenix Wright: Ace Attorney − Trials and Tribulations       | iOS\| style="background:#9F9;vertical-align:middle;text-align:center;" class="table-yes"\|Có | 7 tháng 2 năm 2012   | Capcom                               | Có | Có |    | [ 43 ]  |                 |
| Phoenix Wright: Ace Attorney − Trials and Tribulations       | Nintendo 3DS                                                                                 | 17 tháng 4 năm 2014  | Capcom                               | Có | Có | Có | Có      | [ 44 ]          |
| Phoenix Wright: Ace Attorney − Trials and Tribulations       | Nintendo Switch                                                                              | 21 tháng 2 năm 2019  | Capcom                               | Có | Có | Có | Có      | [ 28 ]          |
| Phoenix Wright: Ace Attorney − Trials and Tribulations       | PlayStation 4                                                                                | 21 tháng 2 năm 2019  | Capcom                               | Có | Có | Có | Có      | [ 28 ]          |
| Phoenix Wright: Ace Attorney − Trials and Tribulations       | Xbox One                                                                                     | 21 tháng 2 năm 2019  | Capcom                               | Có | Có | Có | Có      | [ 28 ]          |
| Pinball Magic                                                | Pinball                                                                                      | 1995                 | Capcom                               | Có | Có | Có | Có      | [ 45 ]          |
| Pirate Ship Higemaru                                         | Arcade                                                                                       | tháng 9 năm 1984     | Capcom                               | Có |    |    |         | [ 46 ]          |
| Planet Work                                                  | iOS\| 9 tháng 3 năm 2011                                                                     | Capcom               | Có                                   | Có | Có | Có | [ 47 ]  |                 |
| Plasma Sword: Nightmare of Bilstein                          | Arcade                                                                                       | tháng 4 năm 1998     | Capcom                               | Có | Có | Có | Có      | [ 48 ]          |
| Plasma Sword: Nightmare of Bilstein                          | Dreamcast                                                                                    | 9 tháng 12 năm 1999  | Capcom                               | Có | Có | Có | Có      | [ 49 ]          |
| Pocket Fighter                                               | Arcade                                                                                       | 4 tháng 9 năm 1997   | Capcom                               | Có | Có |    |         | [ 50 ]          |
| Pocket Fighter                                               | PlayStation                                                                                  | 11 tháng 6 năm 1998  | Capcom                               | Có | Có | Có |         | [ 50 ]          |
| Pocket Fighter                                               | PlayStation 2                                                                                | 11 tháng 6 năm 1998  | Capcom                               | Có | Có | Có |         | [ 50 ]          |
| Pocket Fighter                                               | Sega Saturn                                                                                  | 9 tháng 7 năm 1998   | Capcom                               | Có |    |    |         | [ 50 ]          |
| Pocket Fighter                                               | WonderSwan                                                                                   | 6 tháng 4 năm 2000   | Capcom                               | Có |    |    |         | [ 50 ]          |
| Pocket Rockets                                               | Amiga                                                                                        | 1988                 |                                      | Có | Có | Có | Có      | [ 51 ]          |
| Pocket Rockets                                               | Commodore 64                                                                                 | 1988                 |                                      | Có | Có | Có | Có      | [ 51 ]          |
| Pocket Rockets                                               | DOS                                                                                          | 1988                 | Riggs International                  | Có | Có | Có | Có      | [ 51 ]          |
| Power Stone                                                  | Arcade                                                                                       | 6 tháng 4 năm 2000   | Capcom                               | Có | Có |    |         | [ 52 ]          |
| Power Stone                                                  | Dreamcast                                                                                    | 25 tháng 2 năm 1999  | Capcom                               | Có | Có | Có |         | [ 53 ]          |
| Power Stone 2                                                | Arcade                                                                                       | tháng 4 năm 2000     | Capcom                               | Có |    |    |         | [ 54 ]          |
| Power Stone 2                                                | Dreamcast                                                                                    | 27 tháng 4 năm 2000  | Capcom                               | Có | Có | Có |         | [ 55 ]          |
| Power Stone Collection                                       | PlayStation Portable                                                                         | 20 tháng 10 năm 2006 | Klein Computer Entertainment         | Có | Có | Có | Có      | [ 56 ]          |
| Pro Cast Sports Fishing                                      | Xbox                                                                                         | 27 tháng 8 năm 2003  | Capcom                               | Có | Có | Có | Có      | [ 57 ]          |
| Professor Layton vs. Phoenix Wright: Ace Attorney            | Nintendo 3DS                                                                                 | 29 tháng 11 năm 2012 | Level-5/Capcom                       | Có | Có | Có | Có      | [ 58 ]          |
| Pro Yakyuu? Satsujin Jiken!                                  | Nintendo Entertainment System                                                                | 24 tháng 12 năm 1988 |                                      | Có |    |    |         | [ 59 ]          |
| Progear                                                      | Arcade                                                                                       | 17 tháng 1 năm 2001  | CAVE                                 | Có | Có |    |         | [ 60 ]          |
| Project Justice                                              | Arcade                                                                                       | 17 tháng 12 năm 2000 | Capcom                               | Có | Có | Có |         | [ 61 ]          |
| Project Justice                                              | Dreamcast                                                                                    | 17 tháng 12 năm 2000 | Capcom                               | Có | Có | Có |         | [ 62 ]          |
| Project X Zone                                               | Nintendo 3DS                                                                                 | 11 tháng 10 năm 2012 | Monolith Soft/Banpresto              | Có | Có | Có | Có      | [ 63 ]          |
| Project X Zone 2                                             | Nintendo 3DS                                                                                 | 12 tháng 11 năm 2015 | Monolith Soft                        | Có | Có | Có | Có      | [ 64 ]          |
| Puzz Loop                                                    | Arcade                                                                                       | tháng 12 năm 1998    | Mitchell Corporation                 | Có | Có | Có |         | [ 65 ]          |
| Puzz Loop                                                    | Game Boy Color                                                                               | tháng 11 năm 1999    | Mitchell Corporation                 | Có | Có |    |         | [ 65 ]          |
| Puzz Loop                                                    | Neo Geo Pocket Color                                                                         | tháng 12 năm 1998    | Mitchell Corporation                 | Có | Có | Có |         | [ 65 ]          |
| Puzz Loop                                                    | Nuon                                                                                         | tháng 7 năm 2000     | Mitchell Corporation                 |    | Có |    |         | [ 65 ]          |
| Puzz Loop                                                    | PlayStation                                                                                  | 31 tháng 10 năm 1999 | Mitchell Corporation                 | Có | Có | Có |         | [ 65 ]          |
| Puzz Loop                                                    | iOS\| 2008                                                                                   | Hudson Soft          | Có                                   | Có | Có | Có | [ 65 ]  |                 |
| Puzz Loop 2                                                  | Arcade                                                                                       | 2001                 | Mitchell Corporation                 | Có | Có | Có |         | [ 66 ]          |
| Puzzle Fighter                                               | iOS\| rowspan="2" \| 2017                                                                    | Capcom               | Có                                   | Có | Có | Có | [ 67 ]  |                 |
| Puzzle Fighter                                               | Android                                                                                      | Capcom               | Có                                   | Có | Có | Có | [ 67 ]  |                 |
| Quiz & Dragons: Capcom Quiz Game                             | Arcade                                                                                       | 2 tháng 7 năm 1991   | Capcom                               | Có | Có | Có | Có      | [ 68 ]          |
| Quiz Nanairo Dreams                                          | Arcade                                                                                       | tháng 8 năm 1996     | Capcom                               | Có |    |    |         | [ 69 ]          |
| Quiz Nanairo Dreams: Nijiiro-cho no Kiseki                   | PlayStation                                                                                  | 27 tháng 6 năm 1997  | Capcom                               | Có |    |    |         | [ 70 ]          |
| Quiz Nanairo Dreams: Nijiiro-cho no Kiseki                   | Sega Saturn                                                                                  | 27 tháng 6 năm 1997  | Capcom                               | Có |    |    |         | [ 70 ]          |
| Quiz San Goku Shi                                            | Arcade                                                                                       | tháng 6 năm 1991     | Capcom                               | Có |    |    |         | [ 71 ]          |
| Quiz Tonosama no Yabou 2                                     | Arcade                                                                                       | 1995                 | Capcom                               | Có |    |    |         | [ 72 ]          |
| Red Earth                                                    | Arcade                                                                                       | 21 tháng 11 năm 1996 | Capcom                               | Có |    |    |         | [ 73 ]          |
| Remember Me                                                  | PlayStation 3                                                                                | 3 tháng 6 năm 2013   | Dontnod Entertainment                |    | Có | Có | Có      | [ 74 ]          |
| Remember Me                                                  | Microsoft Windows                                                                            | 3 tháng 6 năm 2013   | Dontnod Entertainment                |    | Có | Có | Có      | [ 74 ]          |
| Remember Me                                                  | Xbox 360                                                                                     | 3 tháng 6 năm 2013   | Dontnod Entertainment                |    | Có | Có | Có      | [ 74 ]          |
| Resident Evil (1996 video game)                              | PlayStation                                                                                  | 22 tháng 3 năm 1996  | Capcom                               | Có | Có | Có | Có      | [ 75 ]          |
| Resident Evil (1996 video game)                              | Microsoft Windows                                                                            | 6 tháng 12 năm 1996  | Capcom                               | Có | Có | Có | Có      | [ 75 ]          |
| Resident Evil (1996 video game)                              | Sega Saturn                                                                                  | 25 tháng 7 năm 1997  | Capcom                               | Có | Có | Có | Có      | [ 76 ]          |
| Resident Evil (2002 video game)                              | Nintendo GameCube                                                                            | 22 tháng 3 năm 2002  | Capcom                               | Có | Có | Có |         | [ 77 ]          |
| Resident Evil (2002 video game)                              | Wii                                                                                          | 25 tháng 12 năm 2008 | Capcom                               | Có | Có | Có |         | [ 78 ]          |
| Resident Evil (2002 video game)                              | Microsoft Windows                                                                            | 27 tháng 11 năm 2014 | Capcom                               | Có | Có | Có | Có      | [ 79 ]          |
| Resident Evil (2002 video game)                              | PlayStation 3                                                                                | 27 tháng 11 năm 2014 | Capcom                               | Có | Có | Có | Có      | [ 79 ]          |
| Resident Evil (2002 video game)                              | PlayStation 4                                                                                | 27 tháng 11 năm 2014 | Capcom                               | Có | Có | Có | Có      | [ 79 ]          |
| Resident Evil (2002 video game)                              | Xbox 360                                                                                     | 27 tháng 11 năm 2014 | Capcom                               | Có | Có | Có | Có      | [ 79 ]          |
| Resident Evil (2002 video game)                              | Xbox One                                                                                     | 27 tháng 11 năm 2014 | Capcom                               | Có | Có | Có | Có      | [ 79 ]          |
| Resident Evil (2002 video game)                              | Nintendo Switch                                                                              | 21 tháng 5 năm 2019  | Capcom                               | Có | Có | Có | Có      | [ 80 ]          |
| Resident Evil 2                                              | PlayStation                                                                                  | 21 tháng 1 năm 1998  | Capcom                               | Có | Có | Có | Có      | [ 81 ]          |
| Resident Evil 2                                              | Microsoft Windows                                                                            | 19 tháng 2 năm 1999  | Capcom                               | Có | Có | Có | Có      | [ 81 ]          |
| Resident Evil 2                                              | Nintendo 64                                                                                  | 31 tháng 10 năm 1999 | Capcom                               | Có | Có | Có | Có      | [ 82 ]          |
| Resident Evil 2                                              | Dreamcast                                                                                    | 22 tháng 12 năm 1999 | Capcom                               | Có | Có | Có | Có      | [ 81 ]          |
| Resident Evil 2                                              | Nintendo GameCube                                                                            | 14 tháng 1 năm 2003  | Capcom                               | Có | Có | Có | Có      | [ 81 ]          |
| Resident Evil 2                                              | PlayStation Network                                                                          | 2007                 | Capcom                               | Có |    |    |         | [ 81 ]          |
| Resident Evil 2 (2019 video game)                            | Microsoft Windows                                                                            | 25 tháng 1 năm 2019  | Capcom                               | Có | Có | Có | Có      | [ 83 ]          |
| Resident Evil 2 (2019 video game)                            | PlayStation 4                                                                                | 25 tháng 1 năm 2019  | Capcom                               | Có | Có | Có | Có      | [ 83 ]          |
| Resident Evil 2 (2019 video game)                            | Xbox One                                                                                     | 25 tháng 1 năm 2019  | Capcom                               | Có | Có | Có | Có      | [ 83 ]          |
| Resident Evil 2: Dual Shock Version                          | PlayStation                                                                                  | 6 tháng 8 năm 1998   | Capcom                               | Có | Có |    |         | [ 84 ]          |
| Resident Evil 3: Nemesis                                     | PlayStation                                                                                  | 22 tháng 9 năm 1999  | Capcom                               | Có | Có | Có |         | [ 85 ]          |
| Resident Evil 3: Nemesis                                     | Microsoft Windows                                                                            | 16 tháng 6 năm 2000  | Capcom                               | Có | Có | Có |         | [ 86 ]          |
| Resident Evil 3: Nemesis                                     | Dreamcast                                                                                    | 16 tháng 11 năm 2000 | Capcom                               | Có | Có | Có |         | [ 87 ]          |
| Resident Evil 3: Nemesis                                     | Nintendo GameCube                                                                            | 23 tháng 1 năm 2003  | Capcom                               | Có | Có | Có |         | [ 88 ]          |
| Resident Evil 3: Nemesis                                     | PlayStation Network                                                                          | 2008                 | Capcom                               | Có | Có |    |         | [ 89 ]          |
| Resident Evil 4                                              | Nintendo GameCube                                                                            | 11 tháng 1 năm 2005  | Capcom                               | Có | Có | Có | Có      | [ 90 ]          |
| Resident Evil 4                                              | PlayStation 2                                                                                | 25 tháng 10 năm 2005 | Capcom                               | Có | Có | Có | Có      | [ 91 ]          |
| Resident Evil 4                                              | Microsoft Windows                                                                            | 1 tháng 3 năm 2007   | Capcom                               | Có | Có | Có | Có      | [ 92 ]          |
| Resident Evil 4                                              | iOS\| 27 tháng 7 năm 2009                                                                    | Có                   | Capcom                               | Có |    |    | [ 93 ]  |                 |
| Resident Evil 4                                              | Android                                                                                      | 23 tháng 1 năm 2013  | Capcom                               | Có | Có | Có | Có      | [ 94 ]          |
| Resident Evil 4                                              | PlayStation 4                                                                                | 30 tháng 8 năm 2016  | Capcom                               | Có | Có | Có | Có      | [ 95 ]          |
| Resident Evil 4                                              | Xbox One                                                                                     | 30 tháng 8 năm 2016  | Capcom                               | Có | Có | Có | Có      | [ 95 ]          |
| Resident Evil 4                                              | Nintendo Switch                                                                              | 21 tháng 5 năm 2019  | Capcom                               | Có | Có | Có | Có      | [ 80 ]          |
| Resident Evil 4 HD                                           | PlayStation Network                                                                          | 20 tháng 9 năm 2011  | Capcom                               | Có | Có | Có |         | [ 96 ]          |
| Resident Evil 4 HD                                           | Xbox Live Marketplace                                                                        | 20 tháng 9 năm 2011  | Capcom                               | Có | Có | Có |         | [ 96 ]          |
| Resident Evil 4: Ultimate HD Edition                         | Microsoft Windows                                                                            | 27 tháng 2 năm 2014  | Capcom                               | Có | Có | Có | Có      | [ 97 ]          |
| Resident Evil 4: Wii Edition                                 | Wii                                                                                          | 31 tháng 5 năm 2007  | Capcom                               | Có | Có | Có | Có      | [ 98 ]          |
| Resident Evil 5                                              | PlayStation 3                                                                                | 5 tháng 3 năm 2009   | Capcom                               | Có | Có | Có | Có      | [ 99 ]          |
| Resident Evil 5                                              | Xbox 360                                                                                     | 5 tháng 3 năm 2009   | Capcom                               | Có | Có | Có | Có      | [ 99 ]          |
| Resident Evil 5                                              | Microsoft Windows                                                                            | 17 tháng 9 năm 2009  | Capcom                               | Có | Có | Có | Có      | [ 100 ]         |
| Resident Evil 5                                              | PlayStation 4                                                                                | 28 tháng 6 năm 2016  | Capcom                               | Có | Có | Có | Có      | [ 101 ]         |
| Resident Evil 5                                              | Xbox One                                                                                     | 28 tháng 6 năm 2016  | Capcom                               | Có | Có | Có | Có      | [ 101 ]         |
| Resident Evil 5: Gold Edition                                | PlayStation 3                                                                                | 18 tháng 2 năm 2010  | Capcom                               | Có | Có | Có | Có      | [ 102 ]         |
| Resident Evil 5: Gold Edition                                | Xbox 360                                                                                     | 9 tháng 3 năm 2010   | Capcom                               |    | Có | Có | Có      | [ 102 ]         |
| Resident Evil 5: Gold Edition                                | Microsoft Windows                                                                            | 26 tháng 3 năm 2015  | Capcom                               | Có | Có | Có | Có      | [ 103 ]         |
| Resident Evil 6                                              | PlayStation 3                                                                                | 2 tháng 10 năm 2012  | Capcom                               | Có | Có | Có | Có      | [ 104 ]         |
| Resident Evil 6                                              | Xbox 360                                                                                     | 2 tháng 10 năm 2012  | Capcom                               | Có | Có | Có | Có      | [ 104 ]         |
| Resident Evil 6                                              | Microsoft Windows                                                                            | 21 tháng 3 năm 2013  | Capcom                               | Có | Có | Có | Có      | [ 105 ]         |
| Resident Evil 6                                              | PlayStation 4                                                                                | 29 tháng 3 năm 2016  | Capcom                               | Có | Có | Có | Có      | [ 106 ]         |
| Resident Evil 6                                              | Xbox One                                                                                     | 29 tháng 3 năm 2016  | Capcom                               | Có | Có | Có | Có      | [ 106 ]         |
| Resident Evil 7: Biohazard                                   | Microsoft Windows                                                                            | 24 tháng 1 năm 2017  | Capcom                               | Có | Có | Có | Có      | [ 107 ]         |
| Resident Evil 7: Biohazard                                   | PlayStation 4                                                                                | 24 tháng 1 năm 2017  | Capcom                               | Có | Có | Có | Có      | [ 107 ]         |
| Resident Evil 7: Biohazard                                   | Xbox One                                                                                     | 24 tháng 1 năm 2017  | Capcom                               | Có | Có | Có | Có      | [ 107 ]         |
| Resident Evil Archives: Resident Evil                        | Wii                                                                                          | 23 tháng 6 năm 2009  | Capcom                               | Có | Có | Có | Có      | [ 108 ]         |
| Resident Evil Archives: Resident Evil Zero                   | Wii                                                                                          | 1 tháng 12 năm 2009  | Capcom                               | Có | Có | Có | Có      | [ 109 ]         |
| Resident Evil – Code: Veronica                               | Dreamcast                                                                                    | 3 tháng 2 năm 2000   | Capcom                               | Có | Có | Có |         | [ 110 ]         |
| Resident Evil – Code: Veronica X                             | PlayStation 2                                                                                | 22 tháng 3 năm 2001  | Capcom                               | Có | Có | Có |         | [ 111 ]         |
| Resident Evil – Code: Veronica X                             | Nintendo GameCube                                                                            | 7 tháng 8 năm 2003   | Capcom                               | Có | Có | Có |         | [ 112 ]         |
| Resident Evil – Code: Veronica X HD                          | PlayStation Network                                                                          | 27 tháng 9 năm 2011  | Capcom                               | Có | Có | Có | Có      | [ 113 ]         |
| Resident Evil – Code: Veronica X HD                          | Xbox Live Marketplace                                                                        | 27 tháng 9 năm 2011  | Capcom                               | Có | Có | Có | Có      | [ 113 ]         |
| Resident Evil: Dead Aim                                      | PlayStation 2                                                                                | 13 tháng 2 năm 2003  | Cavia                                | Có | Có | Có | Có      | [ 114 ]         |
| Resident Evil: Deadly Silence                                | Nintendo DS                                                                                  | 19 tháng 1 năm 2006  | Capcom                               | Có | Có | Có | Có      | [ 115 ]         |
| Resident Evil: Degeneration                                  | iOS\| 2008                                                                                   | Capcom               | Có                                   | Có | Có | Có | [ 116 ] |                 |
| Resident Evil: Director's Cut                                | PlayStation                                                                                  | 25 tháng 9 năm 1997  | Capcom                               | Có | Có | Có | Có      | [ 76 ]          |
| Resident Evil: Director's Cut Dual Shock Version             | PlayStation                                                                                  | 6 tháng 8 năm 1998   | Capcom                               | Có | Có |    |         | [ 76 ]          |
| Resident Evil Gaiden                                         | Game Boy Color                                                                               | 14 tháng 12 năm 2001 | Capcom/M4                            | Có | Có | Có | Có      | [ 117 ]         |
| Resident Evil: Operation Raccoon City                        | PlayStation 3                                                                                | 20 tháng 3 năm 2012  | Slant Six Games/Capcom               | Có | Có | Có | Có      | [ 118 ]         |
| Resident Evil: Operation Raccoon City                        | Xbox 360                                                                                     | 20 tháng 3 năm 2012  | Slant Six Games/Capcom               | Có | Có | Có | Có      | [ 118 ]         |
| Resident Evil: Operation Raccoon City                        | Microsoft Windows                                                                            | 18 tháng 5 năm 2012  | Slant Six Games/Capcom               | Có | Có | Có | Có      | [ 119 ]         |
| Resident Evil Outbreak                                       | PlayStation 2                                                                                | 11 tháng 12 năm 2003 | Capcom                               | Có | Có | Có | Có      | [ 120 ]         |
| Resident Evil Outbreak File #2                               | PlayStation 2                                                                                | 9 tháng 9 năm 2004   | Capcom                               | Có | Có | Có | Có      | [ 121 ]         |
| Resident Evil Portable                                       | PlayStation Portable                                                                         | Cancelled            | Capcom                               |    |    |    |         | [ 122 ] [ 123 ] |
| Resident Evil: Revelations                                   | Nintendo 3DS                                                                                 | 26 tháng 1 năm 2012  | Capcom                               | Có | Có | Có |         | [ 124 ]         |
| Resident Evil: Revelations 2                                 | PlayStation 3                                                                                | 24 tháng 2 năm 2015  | Capcom                               | Có | Có | Có |         | [ 125 ]         |
| Resident Evil: Revelations 2                                 | PlayStation 4                                                                                | 24 tháng 2 năm 2015  | Capcom                               | Có | Có | Có |         | [ 125 ]         |
| Resident Evil: Revelations 2                                 | Microsoft Windows                                                                            | 25 tháng 2 năm 2015  | Capcom                               | Có | Có | Có | Có      | [ 125 ]         |
| Resident Evil: Revelations 2                                 | Xbox 360                                                                                     | 25 tháng 2 năm 2015  | Capcom                               | Có | Có | Có | Có      | [ 125 ]         |
| Resident Evil: Revelations 2                                 | Xbox One                                                                                     | 25 tháng 2 năm 2015  | Capcom                               | Có | Có | Có | Có      | [ 125 ]         |
| Resident Evil: Revelations 2                                 | PlayStation Vita                                                                             | 18 tháng 8 năm 2015  | Capcom                               | Có | Có | Có | Có      | [ 125 ]         |
| Resident Evil: Revelations 2                                 | Nintendo Switch                                                                              | 28 tháng 11 năm 2017 | Capcom                               | Có | Có | Có | Có      | [ 126 ]         |
| Resident Evil: Revelations Unveiled Edition                  | Microsoft Windows                                                                            | 21 tháng 5 năm 2013  | Capcom                               | Có | Có | Có |         | [ 127 ]         |
| Resident Evil: Revelations Unveiled Edition                  | PlayStation 3                                                                                | 21 tháng 5 năm 2013  | Capcom                               | Có | Có | Có |         | [ 127 ]         |
| Resident Evil: Revelations Unveiled Edition                  | Wii U                                                                                        | 21 tháng 5 năm 2013  | Capcom                               | Có | Có | Có |         | [ 127 ]         |
| Resident Evil: Revelations Unveiled Edition                  | Xbox 360                                                                                     | 21 tháng 5 năm 2013  | Capcom                               | Có | Có | Có |         | [ 127 ]         |
| Resident Evil: Revelations Unveiled Edition                  | PlayStation 4                                                                                | 31 tháng 8 năm 2017  | Capcom                               | Có | Có | Có |         | [ 128 ]         |
| Resident Evil: Revelations Unveiled Edition                  | Xbox One                                                                                     | 31 tháng 8 năm 2017  | Capcom                               | Có | Có | Có |         | {               |
| Resident Evil: Revelations Unveiled Edition                  | Nintendo Switch                                                                              | 28 tháng 11 năm 2017 | Capcom                               | Có | Có | Có | Có      | [ 129 ]         |
| Resident Evil Survivor                                       | PlayStation                                                                                  | 27 tháng 1 năm 2000  | TOSE                                 | Có | Có | Có |         | [ 130 ]         |
| Resident Evil Survivor 2 Code: Veronica                      | PlayStation 2                                                                                | 8 tháng 11 năm 2001  | Capcom                               | Có |    | Có |         | [ 131 ]         |
| Resident Evil: The Darkside Chronicles                       | Wii                                                                                          | 17 tháng 11 năm 2009 | Capcom/Cavia                         | Có | Có | Có | Có      | [ 132 ]         |
| Resident Evil: The Darkside Chronicles                       | PlayStation Network                                                                          | 26 tháng 6 năm 2012  | Capcom/Cavia                         | Có | Có | Có |         | [ 133 ]         |
| Resident Evil: The Mercenaries 3D                            | Nintendo 3DS                                                                                 | 2 tháng 6 năm 2011   | Capcom/TOSE                          | Có | Có | Có | Có      | [ 134 ]         |
| Resident Evil: The Umbrella Chronicles                       | Wii                                                                                          | 13 tháng 11 năm 2007 | Capcom/Cavia                         | Có | Có | Có | Có      | [ 135 ]         |
| Resident Evil: The Umbrella Chronicles                       | PlayStation Network                                                                          | 26 tháng 6 năm 2012  | Capcom/Cavia                         | Có | Có | Có |         | [ 133 ]         |
| Resident Evil Zero                                           | Nintendo GameCube                                                                            | 12 tháng 11 năm 2002 | Capcom                               | Có | Có | Có | Có      | [ 136 ]         |
| Resident Evil Zero                                           | Wii                                                                                          | 10 tháng 7 năm 2008  | Capcom                               | Có | Có | Có | Có      | [ 137 ]         |
| Resident Evil Zero                                           | Microsoft Windows                                                                            | 19 tháng 1 năm 2016  | Capcom                               | Có | Có | Có | Có      | [ 138 ]         |
| Resident Evil Zero                                           | PlayStation 3                                                                                | 19 tháng 1 năm 2016  | Capcom                               | Có | Có | Có | Có      | [ 138 ]         |
| Resident Evil Zero                                           | PlayStation 4                                                                                | 19 tháng 1 năm 2016  | Capcom                               | Có | Có | Có | Có      | [ 138 ]         |
| Resident Evil Zero                                           | Xbox 360                                                                                     | 19 tháng 1 năm 2016  | Capcom                               | Có | Có | Có | Có      | [ 138 ]         |
| Resident Evil Zero                                           | Xbox One                                                                                     | 19 tháng 1 năm 2016  | Capcom                               | Có | Có | Có | Có      | [ 138 ]         |
| Resident Evil Zero                                           | Nintendo Switch                                                                              | 21 tháng 5 năm 2019  | Capcom                               | Có | Có | Có | Có      | [ 80 ]          |
| Rival Schools: United By Fate                                | Arcade                                                                                       | tháng 11 năm 1997    | Capcom                               | Có | Có | Có | Có      | [ 139 ]         |
| Rival Schools: United By Fate                                | PlayStation                                                                                  | 30 tháng 7 năm 1998  | Capcom                               | Có | Có | Có |         | [ 140 ]         |
| Rival Schools: United By Fate                                | PlayStation Network                                                                          | 23 tháng 2 năm 2012  | Capcom                               | Có |    |    |         | [ 140 ]         |
| Rocketmen: Axis of Evil                                      | PlayStation Network                                                                          | 6 tháng 3 năm 2008   | A.C.R.O.N.Y.M. Games/Eyerisk Studios | Có | Có | Có | Có      | [ 141 ]         |
| Rocketmen: Axis of Evil                                      | Xbox Live Marketplace                                                                        | 5 tháng 3 năm 2008   | A.C.R.O.N.Y.M. Games/Eyerisk Studios | Có | Có | Có | Có      | [ 142 ]         |
| Rockman & Forte Mirai kara no Chosensha                      | WonderSwan                                                                                   | 21 tháng 10 năm 1999 | Layup Co., Ltd.                      | Có |    |    |         | [ 143 ]         |
| Rockman Battle & Fighters                                    | Neo Geo Pocket Color                                                                         | 26 tháng 7 năm 2000  | Capcom                               | Có |    |    |         | [ 144 ]         |
| Rockman Complete Works: Rockman                              | PlayStation                                                                                  | 4 tháng 8 năm 1999   | Capcom                               | Có |    |    |         | [ 145 ]         |
| Rockman Complete Works: Rockman 2 Dr. Wily no Nazo!!         | PlayStation                                                                                  | 4 tháng 8 năm 1999   | Capcom                               | Có |    |    |         | [ 145 ]         |
| Rockman Complete Works: Rockman 3 Dr. Wily no Saigo!?        | PlayStation                                                                                  | 4 tháng 8 năm 1999   | Capcom                               | Có |    |    |         | [ 145 ]         |
| Rockman Complete Works: Rockman 4 Aratanaru Yabou!!          | PlayStation                                                                                  | 4 tháng 8 năm 1999   | Capcom                               | Có |    |    |         | [ 145 ]         |
| Rockman Complete Works: Rockman 5 Blues no Wana!             | PlayStation                                                                                  | 4 tháng 8 năm 1999   | Capcom                               | Có |    |    |         | [ 145 ]         |
| Rockman Complete Works: Rockman 6 Shijou Saidai no Tatakai!! | PlayStation                                                                                  | 4 tháng 8 năm 1999   | Capcom                               | Có |    |    |         | [ 145 ]         |
| Rockman EXE N1 Battle                                        | WonderSwan Color                                                                             | 8 tháng 8 năm 2003   | Inti Creates/Capcom                  | Có |    |    |         | [ 146 ]         |
| Rockman EXE Operate Shooting Star                            | Nintendo DS                                                                                  | 12 tháng 11 năm 2009 | Capcom                               | Có |    |    |         | [ 147 ]         |
| Rockman EXE WS                                               | WonderSwan Color                                                                             | 8 tháng 2 năm 2003   | Tose                                 | Có |    |    |         | [ 148 ]         |
| Rockman IQ Challenge                                         | Microsoft Windows                                                                            | 1998                 | Capcom                               | Có |    |    |         | [ 149 ]         |